# Liste der Brücken über die Alte Lorze
Die Liste der Brücken über die Alte Lorze enthält die Alte-Lorze-Brücken und Bachdurchlässe vom Autobahnanschluss westlich von Baar bis zur Mündung in den Zugersee beim Naturschutzgebiet Choller in der Stadt Zug.
14 Überführungen überspannen den Fluss: Sieben Fussgängerstege, vier Strassenbrücken, zwei Feldwegbrücken und eine Eisenbahnbrücke.
| Bild | Name                    | Ort       | Lage             | Funktion                                                                         | Konstruktion    | Material | Länge in m | Höhe m ü. M. | Bauwerks Nr. Kanton Zug | Bemerkungen |
| ---- | ----------------------- | --------- | ---------------- | -------------------------------------------------------------------------------- | --------------- | -------- | ---------- | ------------ | ----------------------- | --- |
|      | Unbenannte Brücke       | Baar      | 47.19331 8.50867 | Fussgängerbrücke                                                                 | Balkenbrücke    | Holz     | 7          | 429          |                         | Brücke geplant und gebaut 2018 von der Korporation Baar-Dorf mit Hölzern aus dem eigenen Wald. Ein Fuss- und Wanderweg, Gewinner des Prix Rando 2020, führt über die Brücke. Verbot für Tiere (Pferd) |
|      | Unbenannter Übergang    | Baar      | 47.19218 8.50767 | Feldwegbrücke                                                                    | Bachdurchlass   | Beton    | 8          | 429          | 1701‑1016               | Gebaut ca. 1982 Wanderland-Route 47 Zürich-Zugerland Panormaweg (Etappe 2 Albis Passhöhe–Zug) |
|      | Unbenannter Übergang    | Baar      | 47.18964 8.5038  | Feldwegbrücke                                                                    | Bachdurchlass   | Beton    | 10         | 428          | 1701‑1017               | Gebaut ca. 1956 Fahrverbot für Motorwagen, Motorräder und Motorfahrräder |
|      | Höfenstrasse-Übergang   | Baar      | 47.18766 8.50011 | Strassenbrücke (zweispurig) mit Trottoir                                         | Bachdurchlass   | Beton    | 10         | 426          | 1701‑1018               | Höchstgeschwindigkeit 60 km/h Veloland-Route 51 Säuliamt–Schwyz (Etappe 1 Dietikon–Zug) |
|      | Steinhauserbrücke       | Stadt Zug | 47.18541 8.49446 | Strassenbrücke (zweispurig) mit Trottoirs und Rohrleitung unterhalb der Fahrbahn | Balkenbrücke    | Beton    | 11         | 423          | 1711‑0007               | Gebaut 1960 Höchstgeschwindigkeit 50 km/h ZVB-Buslinien 6 (Zug – Steinhausen – Cham), 7 (Zug – Cham Gewerbestrasse), 16 (Zug Metalli/Bahnhof – Steinhausen Zugerland EKZ), 36 (Baar – Steinhausen Sennweid) und N4 (Zug Bahnhofplatz – Steinhausen – Hagedorn – Cham Langacker (Nachtbus)) Wanderland-Route 47 Zürich-Zugerland Panormaweg (Etappe 2 Albis Passhöhe–Zug) unterquert die Brücke. |
|      | Unbenannter Steg        | Stadt Zug | 47.18532 8.49421 | Fussgängerbrücke                                                                 | Balkenbrücke    | Holz     | 8          | 422          |                         | Gebaut ca. 2007 |
|      | Unbenannter Steg        | Stadt Zug | 47.18396 8.48985 | Fussgängerbrücke                                                                 | Balkenbrücke    | Holz     | 7          | 420          |                         | Gebaut ca. 2007 Allgemeines Fahrverbot Verbot für Tiere (Pferd) |
|      | Unbenannter Steg        | Stadt Zug | 47.1832 8.48728  | Fussgängerbrücke                                                                 | Balkenbrücke    | Stahl    | 8          | 419          |                         | Gebaut ca. 1982 Metallbalkenbrücke mit einseitigem Geländer und Gitterrostboden Allgemeines Fahrverbot Verbot für Tiere (Pferd) |
|      | Chamer Veloweg-Brücke   | Stadt Zug | 47.18286 8.48668 | Fussgänger- und Velobrücke                                                       | Balkenbrücke    | Beton    | 14         | 418          |                         | Gebaut ca. 1994 Gemeinsamer Rad- und Fussweg: Ausgenommen Landwirtschaftsfahrzeuge Skatingland-Route 66 Zentralschweiz Skate (Etappe 1 Zug–Luzern) |
|      | Chamerstrasse-Brücke    | Stadt Zug | 47.18145 8.48455 | Strassenbrücke (zweispurig) mit Trottoirs                                        | Bachdurchlass   | Beton    | 24         | 418          | 1711‑0005               | Gebaut 1985 Höchstgeschwindigkeit 60 km/h ZVB-Buslinien 6 (Zug – Steinhausen – Cham), 7 (Zug – Cham Gewerbestrasse) und 16 (Zug Metalli/Bahnhof – Steinhausen Zugerland EKZ) Wanderland-Route 47 Zürich-Zugerland Panormaweg (Etappe 2 Albis Passhöhe–Zug) unterquert das Bauwerk. |
|      | SBB-Brücke Kohlermühle  | Stadt Zug | 47.181 8.48395   | Eisenbahnbrücke (zweigleisig)                                                    | Bachdurchlass   | Beton    | 20         | 418          | 1711‑0027               | Höchstgeschwindigkeit 125 km/h Bahnstrecke Zug–Luzern Wanderland-Route 47 Zürich-Zugerland Panormaweg (Etappe 2 Albis Passhöhe–Zug) unterquert das Bauwerk. |
|      | Alte Steinhauser-Brücke | Stadt Zug | 47.1806 8.48343  | Fussgänger- und Velobrücke                                                       | Gedeckte Brücke | Holz     | 10         | 417          |                         | Gedeckte Holzbrücke, gebaut 1712, an der jetzigen Stelle wieder erstellt 1986, vorher stand sie als Schopf auf dem Hof Eichholz in Steinhausen. Veloland-Route 9 Seen-Route (Etappe 6 Sarnen–Zug), Route 94 L'Areuse–Emme–Sihl (Etappe 5 Hochdorf–Zürich) und Route 99 Herzroute (Etappe 7 Willisau–Zug)                                                                                        |
|      | Sagistrasse-Übergang    | Stadt Zug | 47.18027 8.48299 | Strassenbrücke (zweispurig)                                                      | Bachdurchlass   | Beton    | 15         | 416          |                         | Gebaut ca. 1987 Verbot für Motorwagen, Motorräder und Motorfahrräder: Ausgenommen Zufahrt Hiag, Nussbaumer Holzleimbau; mit Bewilligung Korporation; Land- und Forstwirtschaft Höchstgeschwindigkeit 60 km/h |
|      | Unbenannte Brücke       | Stadt Zug | 47.17802 8.48174 | Fussgängerbrücke                                                                 | Balkenbrücke    | Holz     | 15         | 415          |                         | Gebaut ca. 1982 Allgemeines Fahrverbot Verbot für Tiere (Pferd) Wanderland-Route 3 Alpenpanorama-Weg (Etappe 11 Zug–Luzern), Route 47 Zürich-Zugerland Panormaweg (Etappe 2 Albis Passhöhe–Zug) und Route 858 Zugersee Uferweg (Zug–Cham) Flussabwärts beim Nordufer des Zugersees befindet sich das national geschützte Flachmoorgebiet Choller/Sumpf.                                         |